# NWA世界タッグチーム王座
NWA世界タッグチーム王座（NWAせかいタッグチームおうざ、NWA World Tag Team Championship）は、プロレスの王座である。管理組織はNWAで、タッグチームを対象とした王座となっている。TNAが2014年までの独占管理権を有しており、実質的にTNAのタッグ王座となっていたが、2007年5月にTNA世界タッグ王座を設立により、剥奪している。

## 概要
1975年に王座を設立。NWA世界ヘビー級王座と比較した場合に設立年代が遅い。しかしながら王座設立までNWAのタッグチームを対象とした王座が存在しなかったわけではなく、1950年に設立されたNWAサンフランシスコのタッグ王座などのようにNWAに加盟していた各地区のプロモーションごとに「NWA世界タッグ王座」と名乗る王座は複数存在していた。これはNWA世界ヘビー級王座のみがNWA本部直轄の王座で他の王座に関しては本部直轄ではなく各地区のプロモーターに管理を委ねていたからである。なお世界タッグ王座がNWAの直轄管理となる前は以下の同名のタッグ王座が存在している。
- NWA世界タッグ王座（サンフランシスコ版）[1]

全米でもっとも古いタッグ王座でプロモーターのジョー・マルセウィッツが1950年から1961年まで管理、認定。後に1968年からプロモーターがロイ・シャイアーに変わり1979年まで存在していた。
- NWA世界タッグ王座（シカゴ版）

NWAが1953年から1960年8月まで、後にアメリカン・レスリング・アライアンスが1964年まで管理、認定。
- NWA世界タッグ王座（ジョージア版）[2]

1954年から1969年まで管理、認定。
- NWA世界タッグ王座（ミネアポリス版）[3]

1957年から1960年まで管理、認定。後にAWAがAWA世界タッグ王座として認定。
- NWA世界タッグ王座（テキサス版）

1957年から1982年まで管理、認定。
- NWA世界タッグ王座（テネシー版）

1957年から1977年まで管理、認定。
- NWA世界タッグ王座（セントラル・ステーツ版）[4]

1958年から1960年、1962年から1963年、1973年から1979年までハート・オブ・アメリカ・スポーツ・アトラクションズが管理、認定（1963年から1973年まではNWA北米タッグ王座、1979年からはNWAセントラル・ステーツ・タッグ王座と改称）。
- NWA世界タッグ王座（ニューヨーク版）

1957年から1961年まで管理、認定。
- NWA世界タッグ王座（ロサンゼルス版）[5]

1957年から1982年まで管理、認定。
- NWA世界タッグ王座（フロリダ版）[6]

1961年から1969年まで管理、認定。
- NWA世界タッグ王座（デトロイト版）[7]

1964年から1980年まで管理、認定。
- NWA世界タッグ王座（バンクーバー版）

1966年から1967年まで管理、認定。
- NWA世界タッグ王座（ミッドアトランティック版）[8]

1975年から1991年まで管理、認定。後にWCW世界タッグ王座として認定。2001年にWCWを買収したWWFにより、WWF世界タッグ王座に王座統一された。

## 復活版歴代王者
NWAの世界タッグ王座として最後まで存続していたミッドアトランティック版は、1988年まで王座を管理していたジム・クロケット・プロモーションズがテッド・ターナーに買収され、新会社WCWが発足したことにより、1991年にWCW世界タッグ王座に名称が変更された。NWA王座は空位扱いとなったが、1992年にWCWにて復活し、テリー・ゴディ&スティーブ・ウィリアムスが王者チームとなった。しかし、翌1993年にWCWがNWAを脱退したため再び王座は空位となり、最後の王者チームだったアーン・アンダーソン&ポール・ローマは、そのままWCW世界タッグ王者として認定された。
以降、王座は1995年にミッドサウス・エリアで復活し、当時ジム・コルネットのスモーキー・マウンテン・レスリングやジェリー・ジャレットのUSWAを主戦場としていたロックンロール・エクスプレスが新王者となった。1998年には、当時WWFのブッカーを担当していたコルネットの「NWA対WWF」というアングルのもと、WWFでタイトルマッチが行われたこともある。その後、王座はNWA本部の直轄のもとインディー団体を舞台に争われ、2002年から2007年まではTNAに管理が一任されていた。
2017年9月30日をもってNWAは加盟団体制度を終了し、それに伴う組織変更により、NWA世界ヘビー級王座、NWA世界女子王座を除いたそれまで認定していた王座は全て凍結の上空位となり、NWA世界タッグ王座も空位とされたが、2019年に復活している。
| レスラー（タッグチーム名）                                                          | 獲得回数 | 獲得年月日     | 獲得場所 |
| ----------------------------------------------------------------------------------- | -------- | -------------- | --- |
| テリー・ゴディ & スティーブ・ウィリアムス                                           | #        | 1992年7月12日  | ジョージア州オールバニ                                                                                       |
| バリー・ウインダム & ダスティン・ローデス                                           | #        | 1992年9月21日  | ジョージア州アトランタ                                                                                       |
| リッキー・スティムボート & シェーン・ダグラス                                       | #        | 1992年11月18日 | ジョージア州メイコン                                                                                         |
| ハリウッド・ブロンズ（スティーブ・オースチン & ブライアン・ピルマン）               | #        | 1993年3月2日   | ジョージア州メイコン                                                                                         |
| アーン・アンダーソン & ポール・ローマ                                               | #        | 1993年8月18日  | フロリダ州デイトナ                                                                                           |
| WCWがNWAを脱退したため空位                                                          |          |                | |
| ロックンロール・エクスプレス（ロバート・ギブソン & リッキー・モートン）             | 1        | 1995年4月11日  | テキサス州ダラス（王者決定トーナメント決勝でディック・マードック & ランディ・ローズを破り戴冠）              |
| 1995年6月26日のPG-13（J・C・アイス & ウルフィー・D）戦後、王座預かりとなり空位      |          |                | |
| ロックンロール・エクスプレス                                                        | 2        | 1995年7月3日   | テネシー州メンフィス（リターンマッチでPG-13を破り戴冠）                                                      |
| 空位                                                                                |          |                | |
| ターザン後藤 & ミスター雁之助                                                       | 1        | 1995年12月9日  | 日本・埼玉県（「NWA世界タッグリーグ戦」優勝決定戦でタイガー・ジェット・シン & カクタス・ジャックを破り戴冠） |
| 1996年8月、王者チームが管理団体のI.W.A.JAPANを離脱したため空位                      |          |                | |
| アンダーソンズ（パット・アンダーソン & CWアンダーソン）                             | 1        | 1996年9月14日  | ノースカロライナ州ゴールドストン（王者決定戦でザ・ファンタスティックスを破り戴冠）                           |
| 空位                                                                                |          |                | |
| ロックンロール・エクスプレス                                                        | 3        | 1998年1月2日   | 1997年は空位で特別にNWAより認定を受けた。                                                                    |
| ザ・ヘッドバンガーズ（スラッシャー & モッシュ）                                     | 1        | 1998年2月17日  | テキサス州ウェイコ                                                                                           |
| ニュー・ミッドナイト・エクスプレス（バート・ガン & ボブ・ホーリー）                 | 1        | 1998年3月30日  | ニューヨーク州オールバニ                                                                                     |
| ボーダー・パトロール（エージェント・ガン & エージェント・マックス）                 | 1        | 1998年8月14日  | ノースカロライナ州グリーンビル                                                                               |
| バリー・ウインダム & タリー・ブランチャード                                         | 1        | 1998年9月12日  | ノースカロライナ州リンカーントン                                                                             |
| ボーダー・パトロール                                                                | 2        | 1998年10月10日 | ノースカロライナ州キャメロン                                                                                 |
| エリック・スブラッチャ & ナックルズ・ネルソン                                       | 2        | 1998年10月24日 | ニュージャージー州チェリーヒル                                                                               |
| ナックルズ・ネルソン & リック・フーラー                                             | 1        | 1999年6月10日  | テキサス州ダラス                                                                                             |
| パブリック・エネミー（ジョニー・グランジ & ロッコー・ロック）                       | 1        | 1999年6月17日  | マサチューセッツ州ボストン                                                                                   |
| ブラザーフッド（ナックルズ・ネルソン & デュークス・ダルトン                         | 1        | 1999年6月19日  | マサチューセッツ州ドーチェスター                                                                             |
| チーム・エクストリーム（キット・カーソン & クリス・ジャーマニー）                   | 1        | 1999年9月25日  | ノースカロライナ州シャーロット                                                                               |
| マーダーインク（ケビン・ノースカット & ジミー・ジェームス）                         | 1        | 1999年11月26日 | テキサス州ノースリッチランドヒルズ                                                                           |
| チーム・エクストリーム                                                              | 2        | 1999年12月17日 | テキサス州ノースリッチランドヒルズ                                                                           |
| xXx（カーティス・トンプソン & ドレイク・ドーソン）                                  | 1        | 2000年3月4日   | ジョージア州コーネリア                                                                                       |
| メインイベント（リノ・リギンズ & スティーブン・ダン）                               | 1        | 2000年4月7日   | サウジアラビア・エスカン                                                                                     |
| ロックンロール・エクスプレス                                                        | 4        | 2000年4月12日  | 韓国・倭館                                                                                                   |
| LAステフェンス & ビッグ・ババ・ベイン                                               | 1        | 2000年4月17日  | 韓国・烏山市                                                                                                 |
| xXx                                                                                 | 2        | 2000年4月19日  | 日本・沖縄県                                                                                                 |
| バッド・アティテュード（デビッド・ヤング & リック・マイケルズ）                     | 1        | 2000年8月15日  | フロリダ州タンパ                                                                                             |
| バッドストリート・ボーイズ（ジョーイ・マシューズ & クリスチャン・ヨーク）           | 1        | 2001年2月3日   | テネシー州ナッシュビル                                                                                       |
| バッド・アティテュード                                                              | 2        | 2001年2月17日  | ジョージア州コーネリア                                                                                       |
| ダン・ファクター & デビッド・フレアー                                               | 1        | 2001年3月22日  | ジョージア州アセンズ                                                                                         |
| バッド・アティテュード                                                              | 3        | 2001年3月23日  | ジョージア州トコア                                                                                           |
| ニュー・ヘブンリー・ボディーズ（クリス・ネルソン & ヴィトー・デヌッチ）             | 1        | 2001年3月24日  | フロリダ州タンパ                                                                                             |
| グレイシャア & ジェイソン・シュガーマン                                             | 1        | 2001年12月28日 | フロリダ州デランド                                                                                           |
| ニュー・ヘブンリー・ボディーズ                                                      | 2        | 2001年12月29日 | フロリダ州ライブオーク                                                                                       |
| ディスタービング・ビヘイビア（ジェフ・ダニエルズ & ティム・レネスト）               | 1        | 2002年1月26日  | テネシー州コロンビア                                                                                         |
| ニュー・ヘブンリー・ボディーズ                                                      | 3        | 2002年4月17日  | フロリダ州ウィンターヘイブン                                                                                 |
| シェーン・ツインズ（マイク・シェーン & トッド・シェーン）                           | 3        | 2002年6月8日   | ペルー リマ                                                                                                  |
| AJスタイルズ & ジェリー・リン                                                       | 1        | 2002年7月3日   | テネシー州ナッシュビル                                                                                       |
| アメリカズ・モスト・ウォンテッド（クリス・ハリス & ジェームズ・ストーム）           | 1        | 2002年9月18日  | テネシー州ナッシュビル                                                                                       |
| ディサイプルズ・オブ・ザ・ニューチャーチ（ブライアン・リー & スラッシュ）           | 1        | 2002年11月13日 | テネシー州ナッシュビル                                                                                       |
| アメリカズ・モスト・ウォンテッド                                                    | 2        | 2003年1月8日   | テネシー州ナッシュビル                                                                                       |
| XXX（ロウ・キー & エリックス・スキッパー & クリストファー・ダニエルズ）             | 1        | 2003年1月22日  | テネシー州ナッシュビル                                                                                       |
| XXX                                                                                 | 2        | 2003年3月12日  | テネシー州ナッシュビル                                                                                       |
| アメージング・レッド & ジェリー・リン                                               | 1        | 2003年4月16日  | テネシー州ナッシュビル                                                                                       |
| XXX                                                                                 | 3        | 2003年5月7日   | テネシー州ナッシュビル                                                                                       |
| アメリカズ・モスト・ウォンテッド                                                    | 3        | 2003年6月25日  | テネシー州ナッシュビル                                                                                       |
| サイモン・ダイアモンド & ジョニー・スウィンガー                                     | 1        | 2003年8月27日  | テネシー州ナッシュビル                                                                                       |
| 3LK（BGジェイムス & ロン・キリングス & コナン）                                     | 1        | 2003年11月26日 | テネシー州ナッシュビル                                                                                       |
| レッドシャツ・セキュリティー（ジョー・レジェンド & ケビン・ノースカット）           | 1        | 2004年1月28日  | テネシー州ナッシュビル                                                                                       |
| アビス & AJスタイルズ                                                               | 1        | 2004年2月4日   | テネシー州ナッシュビル                                                                                       |
| ダラス & キッド・キャッシュ                                                         | 1        | 2004年4月7日   | テネシー州ナッシュビル                                                                                       |
| エル・グラン・アポロ & ディーロ・ブラウン                                           | 1        | 2004年4月14日  | テネシー州ナッシュビル                                                                                       |
| ダラス & キッド・キャッシュ                                                         | 2        | 2004年4月21日  | テネシー州ナッシュビル                                                                                       |
| アメリカズ・モスト・ウォンテッド                                                    | 4        | 2004年6月4日   | フロリダ州オーランド                                                                                         |
| ナチュラルズ（チェイス・スティーブンス & アンディ・ダグラス）                       | 1        | 2004年7月7日   | テネシー州ナッシュビル                                                                                       |
| クリス・ハリス & エリックス・スキッパー                                             | 1        | 2004年9月8日   | テネシー州ナッシュビル                                                                                       |
| クリストファー・ダニエルズ & ジェームズ・ストーム                                   | 1        | 2004年9月24日  | フロリダ州オーランド                                                                                         |
| ボビー・ルード & エリック・ヤング                                                   | 1        | 2004年10月15日 | フロリダ州オーランド                                                                                         |
| 3LK                                                                                 | 2        | 2004年11月7日  | フロリダ州オーランド                                                                                         |
| チーム・カナダ（ボビー・ルード & エリック・ヤング）                                 | 2        | 2004年12月5日  | フロリダ州オーランド                                                                                         |
| アメリカズ・モスト・ウォンテッド                                                    | 5        | 2005年1月16日  | フロリダ州オーランド                                                                                         |
| ナチュラルズ                                                                        | 2        | 2005年4月26日  | フロリダ州オーランド                                                                                         |
| アメリカズ・モスト・ウォンテッド                                                    | 6        | 2005年10月22日 | フロリダ州オーランド                                                                                         |
| クリストファー・ダニエルズ & AJスタイルズ                                           | 1        | 2006年6月18日  | フロリダ州オーランド                                                                                         |
| ラテン・アメリカン・エクスチェンジ（ホミサイド & ヘルナンデス）                     | 1        | 2006年8月24日  | フロリダ州オーランド                                                                                         |
| クリストファー・ダニエルズ & AJスタイルズ                                           | 2        | 2006年9月24日  | フロリダ州オーランド                                                                                         |
| ラテン・アメリカン・エクスチェンジ                                                  | 2        | 2006年10月22日 | フロリダ州オーランド                                                                                         |
| チーム3D（ブラザー・レイ & ブラザー・ディーボン）                                   | 1        | 2007年4月15日  | フロリダ州オーランド                                                                                         |
| リアル・アメリカンヒーローズ（ジョーイ・ライアン & カール・アンダーソン）           | 1        | 2007年7月8日   | テキサス州マッカレン                                                                                         |
| ロス・ルチャス（フェニックス・スター & ゾクレ）                                     | 1        | 2008年2月10日  | ネバダ州ラスベガス                                                                                           |
| スカルクラッシャーズ（ラッシュ・ブラウン & キース・ウォーカー）                     | 1        | 2008年10月4日  | テキサス州ロブスタウン                                                                                       |
| ダークシティ・ファイトクラブ（ジョン・デイビス & コーリー・チェイビス）             | 1        | 2010年11月20日 | ウィスコンシン州ミルウォーキー                                                                               |
| ユージュアル・サスペクツ（AJスティール & マーダー・ワン）                           | 1        | 2011年5月1日   | ジョージア州ワーナーロビンズ                                                                                 |
| ダークシティ・ファイトクラブ                                                        | 2        | 2011年5月15日  | ジョージア州ワーナーロビンズ                                                                                 |
| キングス・オブ・ザ・アンダーグラウンド（スコット・サマーズ & ライアン・ジェネシス） | 1        | 2012年12月15日 | テキサス州サンアントニオ                                                                                     |
| K.E.S.（ランス・アーチャー & デイビーボーイ・スミス・ジュニア）                     | 1        | 2013年4月20日  | テキサス州ヒューストン                                                                                       |
| アイアンゴッズ（ロブ・コンウェイ & ジャックス・デイン）                             | 1        | 2013年11月9日  | 日本・大阪府                                                                                                 |
| テンコジ（天山広吉 & 小島聡）                                                       | 1        | 2014年4月6日   | 日本・東京都                                                                                                 |
| K.E.S.                                                                              | 2        | 2014年10月13日 | 日本・東京都                                                                                                 |
| ヒートシーカーズ（マット・シグモン & エリオット・ラッセル）                         | 1        | 2015年10月10日 | テネシー州ダイアーズバーグ                                                                                   |
| アイアンエンパイア（ロブ・コンウェイ & マット・リビエラ）                           | 1        | 2015年12月4日  | ミシシッピ州ロビンソンビル                                                                                   |
| ヒートシーカーズ                                                                    | 2        | 2016年9月9日   | テネシー州リプリー                                                                                           |
| アイアンエンパイア                                                                  | 2        | 2016年9月10日  | テネシー州ダイアーズバーグ                                                                                   |
| ヒートシーカーズ                                                                    | 3        | 2016年12月9日  | テネシー州リプリー                                                                                           |
| アイアンエンパイア                                                                  | 3        | 2017年1月6日   | テネシー州リプリー                                                                                           |
| 宮本和志 & ロブ・テリー                                                             | 1        | 2017年2月23日  | 日本・東京都                                                                                                 |
| ヒートシーカーズ                                                                    | 4        | 2017年6月17日  | テネシー州ダイアーズバーグ                                                                                   |
| 空位                                                                                |          |                | |
| ヴィラン・エンタープライジズ（ブロディ・キング & PCO）                              | 1        | 2019年4月27日  | ノースカロライナ州コンコード                                                                                 |
| ザ・ワイルドカード（ブラム & ロイズ・アイザックス）                                 | 1        | 2019年9月7日   | イリノイ州ヴィラパーク                                                                                       |
| ロックンロール・エクスプレス                                                        | 5        | 2019年10月1日  | ジョージア州アトランタ                                                                                       |
| イーライ・ドレイク & ジェームズ・ストーム                                           | 1        | 2020年1月24日  | ジョージア州アトランタ                                                                                       |
| アロン・スティーブンス & J・R・クラトス                                             | 1        | 2020年11月10日 | フロリダ州ロングビーチ                                                                                       |
| ラ・レベリオン（ベスティア666 & メカ・ウルフ）                                      | 1        | 2021年8月29日  | ミズーリ州セントルイス                                                                                       |
| コモンウェルス・コネクション（ダグ・ウィリアムス & ハリー・スミス）                 | 1        | 2022年6月11日  | テネシー州ノックスビル                                                                                       |
| ラ・レベリオン（ベスティア666 & メカ・ウルフ）                                      | 2        | 2022年8月27日  | ミズーリ州セントルイス                                                                                       |
| ブラント・フォース・トラウマ（ダメージ & カーネイジ ）                              | 1        | 2023年8月26日  | ミズーリ州セントルイス                                                                                       |
| トレバー・マードック & マイク・ノックス                                             | 1        | 2024年6月1日   | テネシー州ノックスビル                                                                                       |